# Anoplosiagum scabrosum
Anoplosiagum scabrosum är en skalbaggsart som beskrevs av Chapin 1932. Anoplosiagum scabrosum ingår i släktet Anoplosiagum och familjen Melolonthidae. Inga underarter finns listade i Catalogue of Life.